# Juristenball-Polka
Die Juristenball-Polka ist eine Schnellpolka von Johann Strauss Sohn (op. 280). Das Werk wurde am 18. Januar 1864 im Sofienbad-Saal in Wien erstmals aufgeführt.